# 우주왕복선 내열 시스템
우주왕복선 내열 시스템(Space Shuttle thermal protection system, TPS)은 미국 우주왕복선 궤도선이 대기권 재진입시 과열되어 폭발하지 않게 해주는 시스템이다.

## 역사
시스템의 주목적은 대기권 재진입시 섭씨 1650도, 화씨 3000도의 온도를 견디는 것이다. 부차적 목적은 우주공간에서의 극저온과 태양빛을 받을 때의 고온을 견디는 것이다.
지구 궤도를 돌 때 우주선은 보통 초속 7-12 km(마하 20.58-35.29)의 속도로 움직인다. 이 속도를 줄이기 위해 대기권 진입 각도를 조정하는데 이 과정에 우주선 표면은 엄청난 충격과 열을 받게 된다. 대기권 재진입 각도가 낮으면 대기권을 뚫지 못하고 그냥 튕겨 나간다. 물위 돌을 던져 튕기는 물수제비의 원리와 같다. 반대로 진입 각도가 높으면 마찰이 커 속도가 너무 느려지거나 과열돼 추락한다. 진입 속도가 초속 8 km(마하 23.52) 정도인 미국 우주왕복선은 1500°C 정도의 열이 발생하고, 초속 12 km(마하 35.29)의 속도로 지상을 향하는 귀환 캡슐의 온도는 무려 1만°C까지 올라간다.
2003년 2월 1일, 컬럼비아 우주왕복선가 28번째 임무인 STS-107을 마치고 텍사스주 상공에서 대기권 진입 도중 선체의 결함으로 인해 파괴되었다. 내열타일이 일부 떨어져 나갔으며, 곧 과열로 폭발했다. 컬럼비아 우주왕복선 공중분해 사고 참조.

## 내열타일

### 고온 재사용 표면 단열재
검은색인 고온 재사용 표면 단열재(High-temperature reusable surface insulation, HRSI)는 랜딩기어의 도어 등 셔틀의 하부에 20,548장을 붙였다. 섭씨 1260도, 화씨 2300도까지 견딘다. LI-900 실리카 세라믹 타일이다.

### 저온 재사용 표면 단열재
섭씨 649도, 화씨 1200도까지 견디는 흰색 타일이다.

## 비타일 TPS

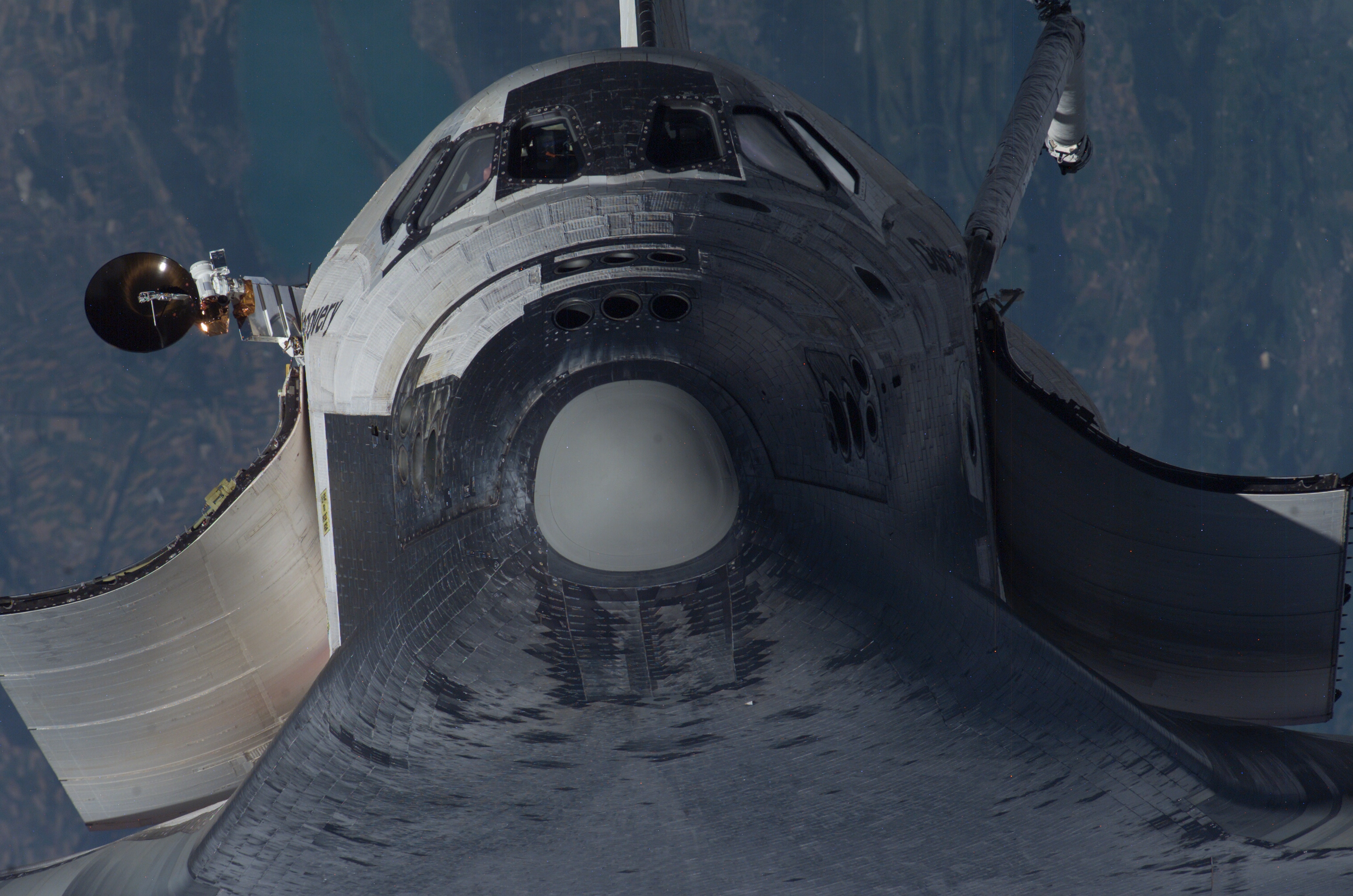
노즈콘의 밝은 회색 패널이 RCC, 하부의 검은색 타일이 LI-900 실리카 세라믹 타일이다.

### RCC
밝은 회색의 패널이며, 섭씨 1510도, 화씨 2750도까지 견딘다. 양쪽 날개 끝부분과, 노즈콘에 부착했다. 궤도선의 날개에는 좌우에 각각 1⁄4-1⁄2 인치 (6.4-12.7 mm) 두께의 RCC 패널을 22개씩 부착했다. 섭씨 1510도의 온도에서는 보호층인 탄화규소(SiC)의 산화 및 열분해 현상이 발생해 사용이 제한적이었다. 우주왕복선 내열 패널은 대기권에 재돌입할 때에는 1600도까지 상승하는 온도를 불과 10cm짜리 두께로 보호했다. 컬럼비아 우주왕복선은 왼쪽 날개의 RCC 패널에서 고온의 가스가 유입되기 시작해서 폭발했다.
초내열 타일을 개발하기 위해서는 적어도 우주왕복선이 대기권으로 들어올 때 우주선이 받는 내열 온도보다 높은 약 2000∼3000도, 지속시간 3∼5분의 조건에 맞춰 실험해야 한다. 이 조건을 맞출 수 있는 유일한 장비가 바로 태양로이다. 미국은 프랑스의 오데이오의 프랑스 국립과학연구센터(CNRS)에 있는 1000㎾급 태양로(en:Odeillo solar furnace)를 독점 활용하는 계약을 통해 초내열 타일의 성능을 실험할 수 있었지만 구소련은 태양로를 소홀히 하는 바람에 우주왕복선에서 가장 중요한 내열 타일 개발에 늦어지게 됐다. 물론 구소련이 7년이라는 빠른 시간 안에 우주왕복선을 발사할 수 있었던 것도 그 중요성을 알고 우즈베키스탄에 세운 대형 태양로 덕택이다. 이는 프랑스 오데이오의 태양로를 모방한 것이었다.
2008년 4월 25일, 서울대학교에서 열린 ‘2008 춘계 한국세라믹학회’에서, 우주항공용 세라믹 소재 분야의 거장이자 초고온 내열용 특수 세라믹 타일 개발자인 미국 데이톤 대학교 명예교수 헥트(Norman L. Hecht)박사는 'NASA 우주왕복선용 세라믹 타일의 역사와 성과 그리고 뜻하지 않은 위험'이란 주제로, 우주산업에 있어서 첨단 세라믹 소재의 절대적인 역할 및 향후 해결되어야만 하는 기술적인 문제점들에 대해 이야기했다.
2016년 8월 24일, 러시아 톰스크 대학교 연구팀이 기존보다 고온에 견딜 수 있는 내열 세라믹 소재를 개발했다. 현재 개발 최종 단계에 있는 이 세라믹 소재는 재질에 탄화하프늄과 지르코늄을 적층한 것으로 최대 섭씨 3000도가 넘는 고온을 견딜 수 있다.
2019년 4월 29일, 중국이 대기권에서 극초음속 비행시 발생하는 마찰열을 섭씨 3000도 이상에서도 견딜 수 있는 새로운 내열 복합소재를 개발했다고 중국 관영 환구시보가 보도했다.
2019년 12월 11일, 한국재료연구원은 최근 1700도를 견디는 세라믹 타일을 개발했다. 미국 우주왕복선의 선단부에 붙인 RCC(Reinforced-Carbon Carbon) 소재는 섭씨 1500도를 견디는데, 이보다 우수하다. 한국 최초의 내열소재 개발이다. 탄화규소(SiC)보다 열적 안정성이 우수한 탄화 지르코늄(ZrC)과 붕화 지르코늄(ZrB2)를 적용해 사용 온도를 섭씨 1700도까지 증가시켰다. 개발된 소재는 전북대학교의 고온 플라즈마 풍동(Plasma Wind Tunnel)을 이용해 섭씨 1700도에서 소재의 열적 안정성을 증명했다. 2015년 유럽 우주국의 우주왕복선 소형 시제품 IXV(en:Intermediate eXperimental Vehicle)이 마찰열 1700도를 견디게 개발되었다.

### FRSI
노멕스 펠트 재사용 표면 단열재(Nomex Felt Reusable Surface Insulation, FRSI)는 흰색의 패널이다. 양쪽 날개 상부에 부착했다. 섭씨 371도, 화씨 700도까지 견딘다. 노멕스는 듀폰이 1967년 개발한 아라미드 섬유이다. 아라미드를 처음 개발한 듀폰사는 파라 아라미드 섬유를 케블라, 메타 아라미드를 노멕스라는 브랜드로 제작한다.

## 무게 고려
RCC는 가장 높은 내열 성능을 가졌다. 그러나, 무겁다. 그래서 내열 성능은 낮지만, 가벼운 타일들을 많이 사용해야만 했다. 섭씨 1204도까지 견디는 LI-900 타일은 144.2 kg/m³로 가볍다. 반면에 섭씨 1510도까지 견대는 RCC는 1986 kg/m³로 매우 무겁다. 마션 (영화)에서 주인공이 화성에서 이륙하기 위해 노즈콘의 내열판을 떼어내는 장면이 나오는데, 매우 무겁다.

## 같이 보기
- 컬럼비아 우주왕복선 공중분해 사고
- 태양로